# Monte Carlo Masters 2009 - Qualificazioni singolare
Le qualificazioni del singolare  del Monte Carlo Masters 2009 sono state un torneo di tennis preliminare per accedere alla fase finale della manifestazione. I vincitori dell'ultimo turno sono entrati di diritto nel tabellone principale. In caso di ritiro di uno o più giocatori aventi diritto a questi sono subentrati i lucky loser, ossia i giocatori che hanno perso nell'ultimo turno ma che avevano una classifica più alta rispetto agli altri partecipanti che avevano comunque perso nel turno finale.
Le qualificazioni del Monte Carlo Masters  2009 prevedevano 28 partecipanti di cui 7 sono entrati nel tabellone principale.

## Teste di serie
1. Jarkko Nieminen (ultimo turno)
2. Arnaud Clément (primo turno)
3. Dudi Sela (primo turno)
4. Nicolas Devilder (ultimo turno)
5. Thomaz Bellucci (primo turno)
6. Óscar Hernández (Qualificato)
7. Tejmuraz Gabašvili (primo turno)

1. Michail Južnyj (ultimo turno)
2. Kristof Vliegen (primo turno)
3. Alberto Martín (Qualificato)
4. Fabio Fognini (primo turno)
5. Andreas Beck (Qualificato)
6. Pablo Andújar (ultimo turno)
7. Potito Starace (primo turno)

## Qualificati
1. Flavio Cipolla
2. Alberto Martín
3. Fabio Fognini
4. Andreas Beck

1. Nicolás Lapentti
2. Óscar Hernández
3. Kristof Vliegen

## Tabellone

### Legenda
| - Q = Qualificato - WC = Wild card - LL = Lucky loser | - ALT = Alternate - SE = Special Exempt - PR = Protected Ranking | - w/o = Walkover - r = Ritirato - d = Squalificato |

### Sezione 1
|  | Primo turno | Primo turno         | Primo turno         | Primo turno | Primo turno |  |  | Ultimo turno | Ultimo turno    | Ultimo turno    | Ultimo turno | Ultimo turno |  |
|  |             |                     |                     |             |             |  |  |              |                 |                 |              |              |  |
|  | 1           | Jarkko Nieminen     | Jarkko Nieminen     | 6           | 6           |  |  |              |                 |                 |              |              |  |
|  |             | Serhij Stachovs'kyj | Serhij Stachovs'kyj | 4           | 3           |  |  | 1            | Jarkko Nieminen | Jarkko Nieminen | 4            | 3            |  |
|  |             | Flavio Cipolla      | Flavio Cipolla      | 6           | 6           |  |  |              | Flavio Cipolla  | Flavio Cipolla  | 6            | 6            |  |
|  | 14          | Potito Starace      | Potito Starace      | 4           | 1           |  |  |              |                 |                 |              |              |  |

### Sezione 2
|  | Primo turno | Primo turno           | Primo turno           | Primo turno | Primo turno |  |  | Ultimo turno | Ultimo turno          | Ultimo turno          | Ultimo turno | Ultimo turno |  |
|  |             |                       |                       |             |             |  |  |              |                       |                       |              |              |  |
|  |             | Rubén Ramírez Hidalgo | Rubén Ramírez Hidalgo | 6           | 7           |  |  |              |                       |                       |              |              |  |
|  | 2           | Arnaud Clément        | Arnaud Clément        | 1           | 5           |  |  |              | Rubén Ramírez Hidalgo | Rubén Ramírez Hidalgo | 1            | 3            |  |
|  | 10          | Alberto Martín        | Alberto Martín        | 6           | 6           |  |  | 10           | Alberto Martín        | Alberto Martín        | 6            | 6            |  |
|  |             | Andrej Golubev        | Andrej Golubev        | 3           | 3           |  |  |              |                       |                       |              |              |  |

### Sezione 3
|  | Primo turno | Primo turno   | Primo turno   | Primo turno | Primo turno |  |  | Ultimo turno  | Ultimo turno  | Ultimo turno | Ultimo turno | Ultimo turno |  |
|  |             |               |               |             |             |  |  |               |               |              |              |              |  |
|  |             | Steve Darcis  | 6             | 6(1)        | 6           |  |  |               |               |              |              |              |  |
|  | 3           | Dudi Sela     | 4             | 7           | 3           |  |  | Steve Darcis  | Steve Darcis  | 6            | 1            | 1            |  |
|  |             | Fabio Fognini | Fabio Fognini | 6           | 6           |  |  | Fabio Fognini | Fabio Fognini | 3            | 6            | 6            |  |
|  | 11          | Nicolás Massú | Nicolás Massú | 4           | 4           |  |  |               |               |              |              |              |  |

### Sezione 4
|  | Primo turno | Primo turno       | Primo turno       | Primo turno | Primo turno |  |  | Ultimo turno | Ultimo turno     | Ultimo turno     | Ultimo turno | Ultimo turno |  |
|  |             |                   |                   |             |             |  |  |              |                  |                  |              |              |  |
|  | 4           | Nicolas Devilder  | Nicolas Devilder  | 6           | 6           |  |  |              |                  |                  |              |              |  |
|  |             | Benjamin Balleret | Benjamin Balleret | 4           | 2           |  |  | 4            | Nicolas Devilder | Nicolas Devilder | 2            | 2            |  |
|  | 12          | Andreas Beck      | Andreas Beck      | 7           | 6           |  |  | 12           | Andreas Beck     | Andreas Beck     | 6            | 6            |  |
|  |             | Iván Navarro      | Iván Navarro      | 68          | 2           |  |  |              |                  |                  |              |              |  |

### Sezione 5
|  | Primo turno | Primo turno      | Primo turno | Primo turno | Primo turno |  |  | Ultimo turno | Ultimo turno     | Ultimo turno     | Ultimo turno | Ultimo turno |  |
|  |             |                  |             |             |             |  |  |              |                  |                  |              |              |  |
|  |             | Nicolás Lapentti | 2           | 7           | 6           |  |  |              |                  |                  |              |              |  |
|  | 5           | Thomaz Bellucci  | 6           | 63          | 3           |  |  |              | Nicolás Lapentti | Nicolás Lapentti | 6            | 6            |  |
|  | 8           | Michail Južnyj   | 6           | 3           | 6           |  |  | 8            | Michail Južnyj   | Michail Južnyj   | 3            | 4            |  |
|  |             | Josselin Ouanna  | 4           | 6           | 4           |  |  |              |                  |                  |              |              |  |

### Sezione 6
|  | Primo turno | Primo turno     | Primo turno   | Primo turno | Primo turno |  |  | Ultimo turno | Ultimo turno    | Ultimo turno | Ultimo turno | Ultimo turno |  |
|  |             |                 |               |             |             |  |  |              |                 |              |              |              |  |
|  | 6           | Óscar Hernández | 4             | 6           | 6           |  |  |              |                 |              |              |              |  |
|  |             | Olivier Rochus  | 6             | 2           | 2           |  |  | 6            | Óscar Hernández | 3            | 7            | 6            |  |
|  | 13          | Pablo Andújar   | Pablo Andújar | 6           | 7           |  |  | 13           | Pablo Andújar   | 6            | 65           | 2            |  |
|  |             | Artem Smyrnov   | Artem Smyrnov | 0           | 5           |  |  |              |                 |              |              |              |  |

### Sezione 7
|  | Primo turno | Primo turno        | Primo turno        | Primo turno | Primo turno |  |  | Ultimo turno    | Ultimo turno    | Ultimo turno | Ultimo turno | Ultimo turno |  |
|  |             |                    |                    |             |             |  |  |                 |                 |              |              |              |  |
|  |             | Pablo Cuevas       | Pablo Cuevas       | 6           | 6           |  |  |                 |                 |              |              |              |  |
|  | 7           | Tejmuraz Gabašvili | Tejmuraz Gabašvili | 1           | 1           |  |  | Pablo Cuevas    | Pablo Cuevas    | 6            | 65           | 4            |  |
|  |             | Kristof Vliegen    | Kristof Vliegen    | 6           | 6           |  |  | Kristof Vliegen | Kristof Vliegen | 1            | 7            | 6            |  |
|  | 9           | Miša Zverev        | Miša Zverev        | 4           | 4           |  |  |                 |                 |              |              |              |  |